# Jimmy Michael

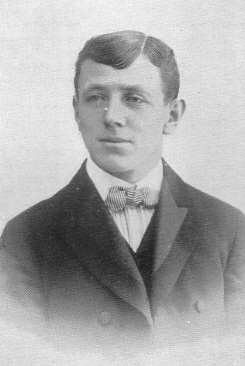
Jimmy Michael

James „Jimmy“ Michael (* 18. August 1877 in Aberaman; † 21. November 1904 an Bord des Ozeandampfers Saxonia) war ein walisischer Radrennfahrer.
Jimmy Michael stammte wie die gleichfalls international erfolgreichen Radsportler Arthur und Tom Linton aus dem kleinen walisischen Ort Aberaman, wo sein Vater eine Metzgerei betrieb. Er war nur 1,53 Meter groß, weshalb er in der zeitgenössischen Presse mit Attributen wie „Zwerg“ oder „Wunderknabe“ belegt wurde.
Mit dem Fahrradfahren begann Michael im Alter von zwölf Jahren, in der Folge nahm er an zahlreichen heimischen Amateur-Rennen teil. 1894, im Alter von 17 Jahren, startete Michael bei einem Rennen auf der Radrennbahn von Herne Hill bei London, wo er auffiel und einen Vertrag als Profi erhielt. Sein Manager wurde der für seine Dopingtricks berüchtigte Choppy Warburton, der auch Arthur Linton unter Vertrag hatte.
Schon in seinem ersten Jahr als Profi wurde Michael 1895, an seinem 18. Geburtstag, in Köln Steher-Weltmeister, wonach sich das Verhältnis zu seinem Jugendfreund Linton verschlechterte. Dieser starb jedoch noch im selben Jahr, sechs Wochen nachdem er das Straßenrennen Bordeaux–Paris gewonnen hatte. Als offizielle Todesursache wurde Typhus genannt, vermutet wurden jedoch Folgen des Dopings durch Warburton. 1902 wurde er Dritter bei den Europameisterschaften im Steherrennen. Michael kam als Radrennfahrer zu Reichtum, wovon der größte Teil jedoch verloren ging, als er sich dem Pferdesport und dem Glücksspiel zuwandte und sogar selbst Jockey wurde. Wegen Erfolglosigkeit kehrte er jedoch zum Radsport zurück, konnte jedoch nie an frühere Erfolge anknüpfen. Bei einem Trainingssturz auf der Radrennbahn Friedenau erlitt er schwere Kopfverletzungen, von denen er sich nie wieder erholte. Zudem begann er zu trinken. Bei einer Überfahrt auf der Saxonia in die USA starb er im Alkoholrausch wahrscheinlich an einem Gehirnschlag. Der Kapitän des Schiffes wollte den Leichnam dem Meer übergeben, was jedoch der ebenfalls auf dem Schiff reisende Schweizer Radrennfahrer Jean Gougoltz verhinderte, indem er die nicht unerheblichen Kosten für eine Überführung übernahm.